# Ресторан Калемегданска тераса
Ресторан Калемегданска тераса се налази у склопу калемегданске тврђаве, на Калемегдану, у близини цркве Ружица.

## Историјат
Ресторан Калемегданска тераса је отворен након реконструкције Калемегдана, током 1930-их година. У том периоду је обновљен и део тврђаве према Зоолошком врту. Пред крај деценије отворен је ресторан, који је био лепо уређен са летњом баштом и фонтаном. Ресторан је посећивало одабрано друштво, а ресторану је атрактивност давао прелеп поглед на ушће Саве и Дунава, средњевековни амбијент и удаљеност од града. Закупац кафане био је Илија Кадевић. Он је због високих цена у ресторану новчано кажњен од стране суда. Безобзира на то што се у граду није лепо причало о њему, ресторан је остао популаран и посећен. Ресторан је и после рата наставио са радом, и ради и данас.

## Ресторан данас
Ресторан Калемегданска тераса од како је отворен  па све до данас није мењао намену, остао је ресторан. Данас то је ресторан који посећује велики број гостију из земље и иностранства. Унутрашњост  ресторана је у рустичном стилу, са елементима модерног дизајна. 
Ресторан располаже са 250 места и терасом са 100 места.

## Занимљивост
Калемегдан је за време турске владавине делио тврђаву од вароши. Турци су Калемегдан  називали Фикир бајир што у преводу значи брег за размишљање. Баш на том месту је саграђен ресторан Калемегданска тераса која представља савршен избор за уживање, а такође представља спој старе историје и модерног духа.